# 「痴漢電車」が含まれる映画一覧
本項目は、タイトルに痴漢電車がつく映画作品の一覧である。

## 概要
山本晋也監督によるコメディ映画『痴漢の季節』（1968）、『痴漢365』（1972）、『痴漢百年史』（1975）といった「痴漢シリーズ」に連なる『痴漢電車』（1975）がヒットしたことからシリーズ化した成人映画界のプログラムピクチャー。その後稲尾実（深町章）、滝田洋二郎らに受け継がれてピンク映画定番のタイトルとなり、続々同タイトルの作品が制作されることになる。
シリーズと言ってもタイトル、電車内での痴漢シーンがあること以外は繋がりがなく、1980年代中期から1990年代半ばまで年に10本近く制作された。このため内容はコメディ作からサスペンス、社会風刺まで様々。あくまで扇情的なタイトルで成人映画館に人を呼び込むための映画タイトルであるため、条件を満たすために「電車内での痴漢」にあたるシーンがワンシーン程度のものもある。また一般劇場での公開時やビデオソフト化の際は別タイトルになるものも多い。
単純なタイトル本数では2003年に通算100作を超え、『007』シリーズや『男はつらいよ』シリーズなどを凌いでいる。
2010年以降のオーピー映画作品では定番タイトルということもあり、正月映画となっていたが、2020年12月、オーピー映画は「コロナ禍の中題材としての老朽化も進み今年で幕を下ろす」、遡って「2020年1月公開作が最終電車となる」ことを発表した。

## 映画作品
注意事項は以下の通り。
- 初回公開時のタイトルを記載。
- 年代順の一覧である。

### 1970年代
- 痴漢電車（1975年6月、新東宝映画）監督：山本晋也[3]
- 痴漢電車 環状線（1979年6月、新東宝映画）監督：稲尾実
- 痴漢電車 インベーダー(秘)大作戦（1979年9月、新東宝映画）監督：稲尾実[9]
  - ※この時期の作品に『痴漢地下鉄』（1975、山本）[10]、『痴漢寝台列車』（1975、稲尾）[11]、『痴漢満員電車』（1976、稲尾）[12]、『痴漢夜行列車』（1977、山本）[13]などそのまま含まない類似題名の作品が多い。山本監督作はまとめて『痴漢シリーズ』とも呼ばれる[5]。

### 1980年
- 痴漢電車 途中下車（1980年9月、新東宝映画）監督：稲尾実
- 痴漢電車 相互乗り入れ（1980年12月、新東宝映画）監督：稲尾実

### 1981年
- けい子のマンボ 痴漢電車乗り逃げ（1981年1月、新東宝映画）監督：稲尾実
- 痴漢電車 前から後から（1981年6月、新東宝映画）監督：稲尾実
- 痴漢電車 発射オーライ（1981年7月、新東宝映画）監督：中村幻児
- 痴漢電車 ただ乗り（1981年7月、新東宝映画）監督：関孝二
- 痴漢電車 奥までつめて（1981年9月、新東宝映画）監督：稲尾実
- 痴漢電車 むれむれ車内（1981年12月、新東宝映画）監督：稲尾実[14]

### 1982年
- 痴漢電車 良い子悪い子普通の子（1982年1月、新東宝映画）監督：稲尾実
- ラッシュアワー 満員痴漢電車（1982年3月、大蔵映画）監督：飯泉大
- 痴漢電車 もっと続けて（1982年4月、新東宝映画）監督：滝田洋二郎
- 痴漢電車 いたずらな指（1982年5月、現代映画企画）監督：渡辺護
- 痴漢電車 満員豆さがし（1982年7月、新東宝映画）監督：滝田洋二郎
- 痴漢電車 もみもみ出勤（1982年8月、新東宝映画）監督：稲尾実

### 1983年
- 痴漢電車 ルミ子のお尻（1983年1月、新東宝映画）監督：滝田洋二郎
- 痴漢電車 良いOL悪いOL普通のOL（1983年1月、新東宝映画）　監督：稲尾実
- 痴漢電車 けい子のヒップ（1983年4月、新東宝映画）監督：滝田洋二郎
- 痴漢電車 棒立ち出勤（1983年6月、新東宝映画）監督：稲尾実
- 痴漢電車 百恵のお尻（1983年8月、新東宝映画）監督：滝田洋二郎
- 痴漢電車 さわっていいとも（1983年8月、新東宝映画）監督：稲尾実
- 痴漢電車 癖になりそう（1983年8月、大蔵映画）監督：北見一郎

### 1984年
- 痴漢電車 下着検札（1984年1月、新東宝映画）監督：滝田洋二郎
- 痴漢電車 奥まで入れて（1984年1月、ミリオン）監督：小諸次郎
- 痴漢電車 もっとさわって！（1984年1月、新東宝映画）監督：稲尾実
- 痴漢電車 あの手この指（1984年5月、新東宝映画）監督：稲尾実
- 痴漢電車 ちんちん発車（1984年5月、新東宝映画）監督：滝田洋二郎
- 痴漢電車 いじわるな指（1984年8月、新東宝映画）監督：稲尾実
- 痴漢電車 極秘本番（1984年8月、新東宝映画）監督：滝田洋二郎

### 1985年
- 痴漢電車 いくまで待って（1985年1月、新東宝映画）監督：稲尾実
- 痴漢電車 聖子のお尻（1985年1月、新東宝映画）監督：滝田洋二郎
- 痴漢電車 車内で一発（1985年5月、新東宝映画）監督：滝田洋二郎
- 痴漢電車 発車一分前（1985年5月、新東宝映画、監督：渡辺元嗣
- 痴漢電車 いけないこの指（1985年8月　新東宝映画）監督：渡辺元嗣
- 痴漢電車 あと奥まで1cm（1985年8月、新東宝映画）監督：滝田洋二郎

### 1986年
- 痴漢電車 終点までいかせて（1986年1月、新東宝映画）監督：深町章
- 痴漢電車 みゆきのヤリガイ（1986年1月、ミリオン）監督：浜野佐知
- 痴漢電車 気分は絶頂（1986年1月、新東宝映画）監督：渡辺元嗣
- 痴漢電車 奥までのぞいて（1986年4月、ミリオン）監督：浜野佐知
- 痴漢電車 感度は良好（1986年5月、新東宝映画）監督：深町章
- 痴漢電車 終点までいかせて（1986年5月、新東宝映画）監督：渡辺元嗣
- 痴漢電車 まゆみのお尻（1986年7月、大蔵映画）監督：小川和久
- 痴漢電車 我慢できない女たち（1986年8月、ミリオン）監督：浜野佐知
- 痴漢電車 いたずら（1986年9月、新東宝映画）監督：新田栄
- 痴漢電車 危険信号（1986年9月、新東宝映画）監督：渡辺元嗣
- 痴漢電車 スカートの中（1986年9月、新東宝映画）監督：深町章
- 痴漢電車 相互連結（1986年9月、新東宝映画）監督：深町章
- 痴漢電車 あぶない隣人（1986年11月、ミリオン）監督：浜野佐知

### 1987年
- 痴漢電車 指で点検（1987年1月、新東宝映画）監督：深町章
- 痴漢電車 さわって出勤（1987年1月、新東宝映画）監督：渡辺元嗣
- 痴漢電車 朝から感じて（1987年6月、新東宝映画）監督：深町章
- 痴漢電車 後ろで発車（1987年6月、新東宝映画）監督：片岡修二
- 痴漢電車 快感車内（1987年6月、新東宝映画）監督：渡辺元嗣
- 痴漢電車 立ちっぱなし（1987年11月、大蔵映画）監督：小林悟

### 1988年
- 痴漢電車 あの娘にタッチ（1988年2月、新東宝映画）監督：渡辺元嗣
- 痴漢電車 グッショリ濡らして（1988年2月、新東宝映画）監督：深町章
- 痴漢電車 車内でエッチ（1988年2月、新東宝映画）監督：片岡修二
- 痴漢電車 ときめき発車（1988年5月、大蔵映画）監督：北見一郎
- 痴漢電車 あぶない太股（1988年6月、新東宝映画）監督：片岡修二
- 痴漢電車 SM見せます（1988年6月、大蔵映画）監督：小川和久
- 痴漢電車 みだらな指先（1988年6月、新東宝映画）監督：深町章
- 痴漢電車 ミニスカートに御用心（1988年6月、新東宝映画）監督：浜野佐知
- 痴漢電車 お尻を振っておねだり（1988年11月、新東宝映画）監督：笠井雅裕
- 痴漢電車 やめないで（1988年11月、大蔵映画）監督：小林悟
- 痴漢電車 指あそび（1988年11月、大蔵映画）監督：北見一郎
- 痴漢電車 エッチがいっぱい（1988年11月、新東宝映画）監督：浜野佐知

### 1989年
- 痴漢電車 お尻自慢　（1989年2月、新東宝映画）監督：笠井雅裕
- 痴漢電車 懲りない指先 プロ野球篇（1989年2月、エクセス）監督：田胡直道
- 痴漢電車 奥までうずく（1989年4月、大蔵映画）監督：小林悟
- 痴漢電車 朝から一発（1989年6月、新東宝映画）監督：浜野佐知
- 痴漢電車 中がいいわ（1989年6月、新東宝映画）監督：カサイ雅弘
- 痴漢電車 百発百中（1989年6月、新東宝映画）監督：深町章
- 痴漢電車 肌のぬくもり（1989年9月、大蔵映画）監督：小林悟
- 痴漢電車 車内口撃　（1989年10月、新東宝映画）監督：深町章
- 痴漢電車 早くイッてよ！（1989年10月、新東宝映画）監督：浜野佐知
- 痴漢電車 後ろから乗って！（1989年11月、エクセス）監督：カサイ雅弘

### 1990年
- 痴漢電車 グット奥まで（1990年1月、大蔵映画）監督：小川和久
- 痴漢電車 後ろからも愛して（1990年3月、新東宝映画）監督：鈴木ハル
- 痴漢電車 乳房がゆれる（1990年3月、大蔵映画）監督：小林悟
- 痴漢電車 パンティーの穴（1990年3月、新東宝）　監督：深町章
- 「欲望」という名の痴漢電車　（1990年3月、新東宝映画）監督：鈴木ハル
- 痴漢電車 奥まで押し込め！（1990年4月、エクセス）監督：浜野佐知
- 痴漢電車 通勤快楽（1990年6月、新東宝映画）監督：深町章
- 痴漢電車 柔らかい肌（1990年6月、新東宝映画）監督：鈴木敬晴
- 痴漢電車 りえのフンドシ（1990年6月、新東宝映画）監督：瀬々敬久
- 痴漢電車 やめないで、もっと！（1990年8月、エクセス）監督：カサイ雅弘
- 痴漢電車 おさえて発車（1990年8月、大蔵映画）監督：小林悟
- 痴漢電車 イクとき、いっしょ（1990年10月、エクセス）監督：小林悟
- 痴漢電車 よせばいいのに（1990年11月、大蔵映画）監督：小林悟

### 1991年
- 痴漢電車 むりやり奥まで（1991年1月、エクセス）監督：浜野佐知
- 痴漢電車 濡れたスカート（1991年1月、大蔵映画）　監督：小林悟
- 痴漢電車OL篇 愛と性欲の日々（1991年3月、新東宝映画）監督：鈴木敬晴
- 痴漢電車制服篇 相互愛撫（1991年3月、新東宝映画）監督：深町章
- 痴漢電車 とろけそう（1991年3月、大蔵映画）監督：小林悟
- 痴漢電車 我慢できないわ（1991年4月、大蔵映画）監督：小林悟
- 痴漢電車 OL感度くらべ（1991年6月、エクセス）監督：橋口卓明
- 痴漢電車 乗ったら押して（1991年8月、大蔵映画）監督：小林悟
- 痴漢電車 通勤濡れ事師（1991年9月、エクセス）監督：笠井雅裕
- 痴漢電車 スリと女と痴漢　（1991年10月、大蔵映画）監督：小林悟
- 痴漢電車 素肌にタッチ（1991年11月、新東宝映画）監督：深町章
- 痴漢電車 変態裏わざ師（1991年11月、エクセス）監督：浜野佐知

### 1992年
- 痴漢電車 私濡れてます（1992年1月、大蔵映画）監督：小林悟
- 痴漢電車 乗せて挟んで（1992年3月、エクセス）監督：橋口卓明
- 痴漢電車 朝からいかせて（1992年4月、新東宝映画）監督：渡辺元嗣
- 痴漢電車 後から揉ませて（1992年4月、大蔵映画）監督：小林悟
- 痴漢電車 熟女の太モモ（1992年7月、新東宝映画）監督：深町章
- 痴漢電車 セクハラ妄想（1992年9月、エクセス）監督：橋口卓明
- 痴漢電車 通勤下半身（1992年9月、エクセス）監督：橋口卓明
- 痴漢電車 快感フルコース（1992年10月、大蔵映画）監督：小林悟
- 痴漢電車 いけない妻たち（1992年11月、新東宝映画）監督：瀬々敬久
- 痴漢電車 巨乳がいっぱい（1992年11月、新東宝映画）監督：深町章

### 1993年
- 痴漢電車 あぶない乗客（1993年1月、大蔵映画）監督：小林悟
- 痴漢電車 あなたとイキたい!（1993年3月、エクセス）監督：浜野佐知
- 痴漢電車 拝ませて貰います（1993年4月、大蔵映画）監督：小林悟
- 痴漢電車 下半身は娼婦（1993年8月、大蔵映画）監督：小林悟
- 新痴漢電車 指師で開きます!（1993年9月、エクセス）監督：池島ゆたか
- 痴漢電車 イケナイ遊び（1993年11月、大蔵映画）監督：小林悟
- 痴漢電車 いやらしい行為（1993年11月、新東宝映画）監督：幡寿一
- 痴漢電車 エッチな下半身（1993年11月、新東宝映画）監督：深町章

### 1994年
- 痴漢電車 ブルセラ隊摘発（1994年1月3日、大蔵映画）監督：小林悟
- 痴漢電車 OL篇 車内恋愛（1994年4月1日、新東宝映画）監督：深町章
- 痴漢電車人妻篇 奥様は痴女（1994年4月1日、新東宝映画）監督：サトウトシキ
- 痴漢電車 舌は許して（1994年4月30日、大蔵映画）監督：小林悟
- 痴漢電車 くいこみ調査隊（1994年8月1日、大蔵映画）監督：小林悟
- 痴漢電車 むりやり開く!（1994年8月26日、エクセス・フィルム）監督：池島ゆたか
- 痴漢電車 いたずら現行犯（1994年10月28日、新東宝映画）監督：深町章
- 痴漢電車 エッチが大好き!（1994年10月28日、新東宝映画）監督：新田栄
- 痴漢電車 色狂い夫婦　（1994年11月2日、大蔵映画）監督：小林悟

### 1995年
- 痴漢電車 覗いて嗅ぐ（1995年1月3日、大蔵映画）監督：山崎邦紀
- 痴漢電車 長襦袢を狙え（1995年1月27日、エクセス・フィルム）監督：珠瑠美
- 痴漢電車 人妻の肌ざわり（1995年3月31日、新東宝映画）監督：深町章
- 痴漢電車 美乳押しつけ（1995年5月1日、大蔵映画）監督：小林悟
- 痴漢電車 開き上手の女（1995年8月11日、大蔵映画）監督：小林悟
- 痴漢電車 絶倫おんな（1995年11月23日、国映）監督：橋口卓朗
- 痴漢電車 夫婦で痴漢（1995年11月23日、新東宝映画）監督：深町章

### 1996年
- 痴漢電車 痴女丸出し（1996年1月3日、大蔵映画）監督：山崎邦紀
- 痴漢電車 貝いじり（1996年4月12日、エクセス・フィルム）監督：浜野佐知
- 痴漢電車 潮吹きびんかん娘（1996年8月12日、大蔵映画）監督：山崎邦紀
- 痴漢電車 指いじめ（1996年9月6日、エクセス・フィルム）監督：坂本太
- 集団痴漢電車 私服の獲物、制服の餌食（1996年11月22日、新東宝映画）監督：植木俊幸
- 痴漢電車 感じるイボイボ（1996年11月22日、新東宝映画）監督：今岡信治

### 1997年
- 痴漢電車 くいこむ生下着（1997年1月3日、大蔵映画）監督：関根和美
- 痴漢電車 人妻ストーカー（1997年5月2日、エクセス・フィルム）監督：山崎邦紀
- 痴漢電車 即ノリOKスケベ妻（1997年8月13日、大蔵映画）監督：関根和美
- どスケベ痴漢電車（1997年10月24日、エクセス・フィルム）監督：植木俊幸

### 1998年
- 痴漢電車 おさわり多発恥帯（1998年1月3日、大蔵映画）監督：山崎邦紀
- 痴漢電車 弁天のお尻（1998年4月8日、新東宝映画）監督：いまおかしんぢ
- ノーパン痴漢電車 まる出し！（1998年8月4日、新東宝映画）監督：深町章
- 痴漢電車 濡れるまで待てない（1998年8月13日、大蔵映画）監督：渡邊元嗣

### 1999年
- 痴漢電車 ムリ女を狙え（1999年1月2日、大蔵映画）監督：関根和美
- 痴漢電車 奥までたっぷり（1999年4月16日、エクセス・フィルム）監督：松岡誠
- 痴漢電車 開いて濡らす（1999年5月1日、大蔵映画）監督：池島ゆたか
- ノーパン痴漢電車 そっとして（1999年7月30日、エクセス・フィルム）監督：勝利一
- 痴漢電車 いじわるな視線（1999年8月13日、大蔵映画）監督：渡邊元嗣

### 2000年
- 痴漢電車 ゆれて絶頂５秒前（2000年1月3日、大蔵映画）監督：関根和美[15]
- ノーパン痴漢電車 見えちゃた!!（2000年2月25日、新東宝映画）監督：田尻裕司[16]
- 痴漢電車 ナマ足けいれん（2000年4月28日、Xces Film）監督：高田宝重[17]
- 痴漢電車 手のひらで桃尻を（2000年5月1日、大蔵映画）監督：国沢実[18]
- 痴漢電車 巨乳もみもみ（2000年8月12日、大蔵映画）監督：渡邊元嗣[19]

### 2001年‐2004年
- 痴漢電車 みだらなメス発情（2001年1月3日、オーピー映画）監督：池島ゆたか[20]
- 痴漢電車 ぐっしょり下唇（2001年5月1日、オーピー映画）監督：関根和美[21]
- 三浦あいか 痴漢電車エクスタシー（2001年8月13日、オーピー映画）監督：国沢実[22]
- 痴漢電車 さわってビックリ！（2001年8月31日、新東宝映画）監督：榎本敏郎[23]

- 痴漢電車 魅せます巨乳（2002年1月3日、オーピー映画）監督：渡邊元嗣[24]
- 痴漢電車 秘芯まさぐる（2002年5月1日、オーピー映画）監督：荒木太郎[25]
- 痴漢電車 喪服妻の誘惑（2002年8月12日、オーピー映画）監督：関根和美[26]
- 痴漢電車 おさわり痴女（2003年8月12日、オーピー映画）監督：渡邊元嗣[27]
- 痴漢電車 快感！桃尻タッチ（2003年1月3日、オーピー映画）監督：加藤義一[28]
- 痴漢電車2003 さわられたい女（2003年8月5日、新東宝映画）監督：神野太[29][30][31]
- 痴漢電車 誘惑のよがり声（2003年12月30日、オーピー映画）監督：池島ゆたか[32]

- 痴漢電車 いい指・濡れ気分（2004年12月30日、オーピー映画）監督：渡辺元嗣[33]
- 痴漢電車 指使い感じちゃう（2004年8月13日、オーピー映画）監督：渡辺元嗣[34]

### 2005年‐2009年
- 痴漢電車 ゆれて密着お尻愛（2005年8月11日、オーピー映画）監督：加藤義一[35]
- 痴漢電車 挑発する淫ら尻（2005年11月29日、新東宝映画）監督：友松直之[36]
- 痴漢電車 エッチな痴女に御用心！（2005年12月30日、オーピー映画）監督：渡邊元嗣[37]
- 痴漢電車 秘貝いたずら指技（2006年8月11日、オーピー映画）監督：森山茂雄[38]
- 痴漢電車 びんかん指先案内人（2007年8月10日、オーピー映画）監督：加藤義一
- 痴漢電車 夢うつろ制服狩り（2007年12月28日、オーピー映画）監督：友松直之
- 痴漢電車 うごめく指のメロディ（2008年8月8日、オーピー映画）監督：竹洞哲也[39]
- 痴漢電車 女が牝になる時（2009年6月3日、Xces Film）監督：工藤雅典[40]
- 痴漢電車 夢指で尻めぐり（2010年1月1日、オーピー映画）監督：加藤義一[41]

### 2010年代
- 痴漢電車 とろける夢タッチ（2010年12月31日、オーピー映画）監督：竹洞哲也[42]
- 痴漢電車 ゆれ濡れる桜貝（2011年12月30日、オーピー映画）監督：後藤大輔[43]
- 痴漢電車 夢指の熱い調べ（2012年12月28日、オーピー映画）監督：田中康文[44]
- 痴漢電車 いけない夢旅行（2014年1月3日、オーピー映画）監督：竹洞哲也[45]
- 痴漢電車 淫コースは夢いっぱい！（2016年1月1日、オーピー映画）監督：小山悟[46]
- 痴漢電車 悶絶！裏夢いじり（2015年1月2日、オーピー映画）監督：山内大輔
- 痴漢電車 マン淫夢ごこち（2017年1月、オーピー映画）監督：城定秀夫[47][48]
- 痴漢電車 変態の夢と現実（2017年12月29日、オーピー映画）監督：山𥔎邦紀[49]
- 痴漢電車 食い込み夢マッチ（2019年1月1日、オーピー映画）監督：加藤義一[50]
- 痴漢電車 夢見る桃色なすび（2020年1月1日、オーピー映画）監督：小関裕次郎[51]